# The Ballad of Mary
The Ballad of Mary è un EP del gruppo musicale heavy metal tedesco Grave Digger, pubblicato nel 2011.
Il disco contiene due nuove versioni della canzone The Ballad of Mary, entrambe con Doro Pesch ospite al microfono, e una nuova registrazione di Rebellion che vede la partecipazione del cantante dei Blind Guardian Hansi Kürsch. Questi due brani erano originariamente apparsi sull'album Tunes of War del 1996. Le altre due tracce sono tratte da The Clans Will Rise Again, ma qui riproposte in maniera strumentale.

## Tracce
1980-2010 And the Clans are Still Marching
1. The Ballad of Mary 2010 (voce addizionale Doro Pesch) – 5:00
2. Rebellion 2010 (voce addizionale Hansi Kürsch) – 3:58
3. The Ballad of Mary 2010 (Acoustic Version) (voce addizionale Doro Pesch) – 4:52
4. Highland Farewell (versione strumentale) – 4:08
5. Coming Home (versione strumentale) – 4:25

## Formazione
- Chris Boltendahl - voce
- Alex Ritt - chitarre
- Jens Becker - basso
- Stefan Arnold - batteria
- H.P. Katzenburg - tastiere